# Where Is Love?
Where is Love?  è una canzone del musical di Lionel Bart del 1960 Oliver! e dell'omonimo film del 1968, tratti dal romanzo di Charles Dickens Le avventure di Oliver Twist.

## Nel musical
Il piccolo Oliver Twist canta questa canzone nel primo atto, dopo essere stato rinchiuso nel retro dell'agenzia di pompe funebri in cui è costretto a lavorare. La canzone viene ripresa all'inizio del secondo atto, quando viene cantata da Mrs Bedwin, la domestica di Mr Brownlow.

## Nella cultura di massa
La canzone è stata cantata da numerosi artisti, tra i quali: Elaine Paige, Lea Salonga, John Barrowman, Leonard Nimoy, Shirley Bassey, Irene Kral, Jack Jones e Declan Donnelly. 
Lisa Marie Presley ha inciso la canzone nel suo terzo album, Lisa's Reflection.
La canzone viene cantata nel primo episodio di Glee, Voci fuori dal coro, da Ben Bledsoe e Stephen Tobolowsky.
Il tenore Donald Braswell II ha inciso una propria versione della canzone nel suo album del 2007 New Chapter.
La canzone è stata utilizzata per i titoli di coda di undici episodi della serie televisiva inglese Mad Men.